# Lac de l'âge d'or
Le lac de l'âge d'or, ou lac de Karakoum, ou lac d'Altyn Asyr, est un lac artificiel endoréique en cours de remplissage au Turkménistan, dans la dépression Karashor du Désert du Karakoum. Il a existé plusieurs fois au cours de l'histoire. Le remplissage pourrait prendre 15 ans et coûter 4,5 milliards $. Selon les plans du gouvernement, le lac devrait être rempli grâce à un réseau de canaux tributaires de 2 650 km. Le collecteur Dashoguz long de 432 kilomètres utilise pour la moitié de sa longueur le lit de l'ancienne rivière Ouzboï. Le grand collecteur turkmène commence dans la province de Lebap et mesure 720 kilomètres de long. Tous deux sont utilisés pour pomper vers le lac, l'eau de ruissellement en provenance des champs de coton et sont encore en construction (mai 2017). Ces eaux proviennent indirectement de l'Amou-Daria et sont donc déviées de la mer d'Aral.

## Utilités
Selon le gouvernement turkmène, le lac de l'âge d'or favorisera la conservation et l'utilisation judicieuse des ressources en eau, en plus de préserver les sites archéologiques près des champs agricoles. Le lac attirera les oiseaux migrateurs, stimulera la biodiversité et créera des fleurs et des plantes dans un pays à 80% désertique.

## Critiques
Les critiques soulignent qu'une grande partie de l'eau pompée dans le désert brûlant s'évapore, de plus elle risque fort d'être contaminée par des pesticides toxiques et des engrais. Le Turkménistan peut être accusé d'accaparer de l'eau de la rivière Amou-Daria, qui longe la frontière nord du pays avec l'Ouzbékistan; cela pourrait déclencher un conflit entre les deux pays et infliger d'autres dommages à l'environnement.
Pour l'opposition turkmène, ce projet réitère les erreurs causées avec la mer d'Aral.
Les 800 km de canaux creusés l'ont été directement sur le sol sableux : une grande partie de l'eau est perdue par infiltration. En raison de facteurs météorologiques comme le sable déplacé par le vent, le tracé du canal a varié et de nombreuses zones ont été inondées.
Les sols de la province de Daşoguz subissent une salinisation importante.